# قسط ليفي
القسط الليفي (المعروف أيضًا باسم القسط الكاذب) حالة تؤثر على النسيج الضام الليفي ما يسبب تقلص نطاق الحركة.
تحدث معظم الحالات بسبب إصابات جسدية. يمكن أن تعزى حالات أخرى إلى الإصابة بأمراض مثل التهاب المفاصل السلي (التهاب المفاصل التالي للإصابة بالسل)، أو التهاب المفاصل الإنتاني. تعد كل من الجراحة والتهاب المفاصل والتهاب المفاصل الروماتويدي وانعدام الحركة أيضًا أسبابًا لهذه الحالة. كان يُعتقد أن القسط الليفي هو علامة إنذارية لترقي الحالة إلى القسط العظمي إذ تندمج الأنسجة العظمية بالمفصل المصاب ما يؤدي إلى انخفاض أكبر في نطاق الحركة.

## العلامات والأعراض
تشمل أعراض القسط الليفي ما يلي:
- تقييد حركة المفصل المصاب
- تصلب المفاصل
- ألم المفاصل

يُبلغ أيضًا عن الالتهاب من قبل الذين أصيبوا بهذه الحالة بسبب مرض فيروسي مثل السل أو مرض آخر مثل التهاب المفاصل.
قد يحدث القسط الليفي في عظم الفك والأطراف وأي مفاصل أخرى. قد تحدث مضاعفات خطيرة، بحسب المفصل المصاب.

## السبب
من أبرز أسباب القسط الليفي الإصابات الجسدية. بعد التعرض لإصابة جسدية شديدة، يحاول الجسم التعافي عن طريق تنشيط الخلايا الجذعية المتعلقة باللحمة المتوسطة، وهي نوع من الخلايا الجذعية التي يمكنها التمايز إلى خلايا مختلفة مثل بانيات العظام والخلايا الغضروفية وعوامل أخرى مثل المطرس العظمي/عوامل النمو، التي تستخدم لتحفيز النمو/الإصلاح الذاتي. مع ذلك، قد يحدث خلل في هذه العملية بسبب التغييرات داخل الخلايا الجذعية المتعلقة باللحمة المتوسطة، ما يسبب عمليات إصلاح خاطئة للجزء المصاب. نتيجةً لذلك، يُسمح للدم بالانتقال بعيدًا عن الجرح الأولي ليشكل ورمًا دمويًا ما يؤدي إلى تصلب المفاصل.

## العلاج أو التدبير
يعد الكشف المبكر ضروريًا لتجنب المضاعفات الرئيسية لهذا المرض. يمكن معالجة الذين يعانون من التهاب المفاصل الالتهابي والمناعي الذاتي بالأدوية اللاستيروئيدية المضادة للالتهاب (أسبرين، إيبوبروفين، لودين، نابروكسين) للحد من الالتهاب والألم. يشمل العلاج الآخر المستخدم الأدوية المضادة للروماتويد والمعدلة لسير المرض، والتي تعمل على إبطاء عملية ترقي التهاب المفاصل قبل أن يصبح قسطًا. يوصى باستخدام أدوية مثل الميثوتركسيت أو هيدروكسي كلوروكوين أو سلفاسالازين لعلاج التهاب المفاصل الروماتويدي. إذا ترقت الأعراض إلى مرحلة القسط العظمي، يعد العلاج غير الجراحي الخيار الأمثل لتدبير هذه الحالة. تشمل العلاجات غير الجراحية تناول الأدوية وممارسة التمارين الرياضية لتقوية المفاصل، وغيرها من الطرق.

## المآل
يختلف تشخيص القسط الليفي اعتمادًا على المفصل المصاب.
يعد قسط المفصل الصدغي الفكي حالة نادرة تؤثر على عظم الفك ما يسبب تقييد الحركة في تلك المنطقة. يُصاب الأطفال الذين تتراوح أعمارهم بين 4 و14 عامًا بهذه الحالة. مع ذلك، يكون معدل الوفيات مرتفعًا بنسبة 90% بين الأطفال. يُعزى ذلك إلى معاناة المرضى من حالات ثانوية مثل سوء التغذية والتهاب دواعم السن والضمور العضلي بسبب هذه الحالة. يجب علاج الحالة بالجراحة في أسرع وقت ممكن؛ وحتى مع نجاح الجراحة، هناك فرصة بنسبة 50% لتكراره حدوثها.
من ناحية أخرى، لم يمت الذين يعانون من التهاب الفقار المقسط بسبب هذه الحالة، بل بسبب مضاعفات ثانوية لها. نتيجةً لذلك، تزيد أمراض القلب أو الرئة أو الدماغ من معدل وفيات هؤلاء المرضى، بالإضافة إلى التدخين والعادات السيئة الأخرى.